# ぱんげあクラブ
- パンゲアクラブ
- パンゲア倶楽部

ぱんげあクラブは、1990年4月9日から1992年10月2日まで、毎日放送ラジオ（MBSラジオ）で放送されていたラジオ番組。

## 概要
1990年4月6日深夜までの毎日放送ラジオの平日深夜0時台 - 2時台の枠は、月曜 - 木曜の0:45 - 2:30に『ヤンタンミュージックゾーン THE REQUEST』、金曜日の0:00 - 2:30に『ヤンタンパートII ヤンタンキンド館』を放送していたが、1990年4月の改編でこの2番組を終了し、24:45まで放送していたMBSヤングタウン本編を24:00までと短縮し、月曜から金曜、24:00（0:00） - 27:00（3:00）の毎日3時間ワイド番組として本番組をスタートさせた。「国際化」をキーワードに、通信や情報のネットワークを駆使して世界中の人々と交流してその人間関係を結び、グローバルな視点で若い人たちに様々な生き方などを紹介・提案するという、世界レベルの番組を目指したのがこの番組の最初のコンセプトだった。番組名は、そのあらゆるネットワークによって結び付いている世界を、ペルム紀から三畳紀の間存在した超大陸、パンゲア大陸に例えている。20代のヤングアダルト世代も対象リスナー層としていた。なお、当番組は『ヤンタン』シリーズの番組ではない。
メインパーソナリティには「新しい若者とのコミュニケーションをとれる人」として、清水国明、大社充、ジェフ・バーグランド、上田正樹、大森一樹が選ばれた。なお、この5人の顔ぶれは当番組終了時まで変わらなかった（その他のサブパーソナリティには変動があった）。
MBSの社史によると、この番組を聴いたことがきっかけで青年海外協力隊参加希望の高校生も出てくるなど若いリスナーにも少なからず影響を与えたという。
当番組終了後の枠では『ヤンタンMUSICネトランジェ』がスタートし（MBSヤングタウン本編も24:25まで再延長）、再び『ヤンタン』シリーズの枠となっている。

## パーソナリティ
- 月曜：清水国明、渡辺街子（1991年3月まで）、D・ノーター（1991年4月 - 1992年9月）
- 火曜：大社充、伊藤正恵（1991年9月まで）、ロバート・スコット（1991年9月まで）、田岡左起子（1991年10月 - 1992年9月）
- 水曜：ジェフ・バーグランド、徳田実輝（1990年4月 - 1991年3月／1991年10月 - 1992年9月）、池田奈美子（1991年4月 - 1991年9月）
- 木曜：上田正樹、曽和伸子、箱崎雄子
- 金曜：大森一樹、藤本修子、箱崎雄子、ロバート・スコット

## コーナー
きのうはどんな日
- 前日のニュースを振り返る[1]。

今日はこんな人と話がしたい
- その日のニュースやパーソナリティの気分などによって決められたテーマに合ったリスナーを募集し、選ばれたリスナーを直接電話で呼び込んで話をする[1]。

最近どうしてるコール
- パーソナリティが知人の元に電話[1]。

ハウ・アー・ユー・コール
外国と電話でつなぎ、その国の一般家庭の様子をリポート。この時はスタジオ内に同時通訳が立ち会っている。
はじめましてコール
- リスナーが推薦した人との新しい出会いを番組が演出[1]。

そっちはどないでっかコール
ザ・音楽
- パーソナリティらにとって思い入れのある曲や、その日のテーマに合った曲をオンエア[1]。

その他
- 24時台に約5分間の『毎日ニュース』『お天気のお知らせ』を放送。
- 25:00（1:00）頃から約20分間『ぽっぷん王国ミュージックスタジアム』（ニッポン放送制作）を箱番組として放送（月曜 - 木曜）。